# Omalodes tuberculipygus
Omalodes tuberculipygus är en skalbaggsart som beskrevs av Schmidt 1889. Omalodes tuberculipygus ingår i släktet Omalodes och familjen stumpbaggar. Inga underarter finns listade i Catalogue of Life.